# 铎尔孟

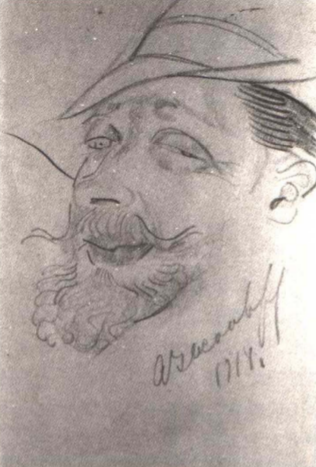
俄国画家亚历山大·亚科夫列夫（Alexandre Iacovleff）于1919年所绘的铎尔孟像

安德烈·铎尔孟（法語：André d'Hormon，1881年6月19日—1965年2月7日），字浩然，法国汉学家，《红楼梦》法文全译本审校者。
铎尔孟早年曾跟随时任大清帝国驻法使馆武官的唐在复学习中文。1902年李石曾赴法国留学期间与铎尔孟结识，两人成为莫逆之交。1906年，在唐在复推荐下，铎尔孟来到中国担任醇亲王载沣府中的家庭法语教师。北洋政府时期，他担任过外交顾问。他还参与创立了北京中法大学，并任教于中法大学与北京大学。1941年负责筹办北京中法汉学研究所并担任所长。
1954年，在中国居住49年之后，铎尔孟回到法国。1956年起，赴法国华幽梦修道院（Abbaye de Royaumont）居住，在这里他与他的学生李治华合作翻译了《红楼梦》法译本。1965年於瓦茲河畔阿涅爾逝世。